# Marquard von Hagel
Marquard von Hagel (mort le 8 février 1324) est prince-évêque d'Eichstätt de 1322 à sa mort.

## Biographie
Marquard est issu d'une famille souabe de noblesse libre, issue d'une branche de la maison de Hürnheim (de). Sa mère est née Speth von Faimingen.
Marquard von Hagel étudie à l'université de Bologne et est chanoine à Eichstätt en 1296. Il fonde la collégiale Notre-Dame d'Eichstätt (de). Il est administrateur en 1316. Grâce à diverses mesures, telles que la vente des dernières propriétés au Tyrol ou une clarification de l'influence des comtes d'Oettingen dans la ville de Herrieden, qu'il satisfait avec un règlement par la médiation de Louis III de Bavière, il contribue à la formation de la principauté épiscopale d'Eichstätt. Il fait publier le premier livre sur l'évêché. Il devient un territoire plus fermé. Il meurt alors qu'il a « moins de 60 ans » et est enterré dans le chœur de la collégiale qu'il a fondée.